# Martina Konečná
Martina Konečná est une joueuse slovaque de volley-ball née le 11 juin 1983. Elle mesure 1,79 m et joue au poste de réceptionneuse-attaquante. Elle totalise 12 sélections en équipe de Slovaquie.

## Clubs
| Club                     | De        | À         |
| ------------------------ | --------- | --------- |
| MTJ Piešťany             |           | 2000-2001 |
| SVS Post Schwechat       | 2001-2002 | 2008-2009 |
| CV 2004 Tomis Constanţa  | 2009-2010 | 2009-2010 |
| VK Doprastav Bratislava  | 2010-2011 | 2010-2011 |
| LP Viesti Salo           | 2011-2012 | 2011-2012 |
| VK Doprastav Bratislava  | 2012-2013 | 2012-2013 |
| BVK Bratislava           | 2014-2015 | 2014-2015 |
| Lindesberg VBK           | 2015-2016 | 2016-2017 |
| UKF Nitra                | 2017-2018 | 2017-2018 |
| Rote Raben Vilsbiburg-II | 2019-2020 | 2019-2020 |
| Lindesberg VBK           | 2020-2021 | …         |

## Palmarès
- Championnat d'Autriche
  - Vainqueur : 2002, 2003, 2004, 2005,  2006, 2007, 2008, 2009.
- Championnat de Roumanie
  - Finaliste : 2010.
- Coupe de Slovaquie
  - Vainqueur : 2011.
  - Finaliste : 2018.
- Championnat de Finlande
  - Vainqueur : 2012.